# Elipse de Hartshorne
En matemáticas, una elipse de Hartshorne es una elipse en la bola unitaria delimitada por la 4 esfera S4, de modo que la elipse y la circunferencia dados por la intersección de su plano con S4 satisfacen la condición de Poncelet de que existe un triángulo con vértices en la circunferencia y aristas tangentes a la elipse. El concepto fue introducido por el matemático estadounidense Robin Hartshorne en 1978, quien demostró que corresponde a k = 2 instantones en S4. 